# День шахтаря

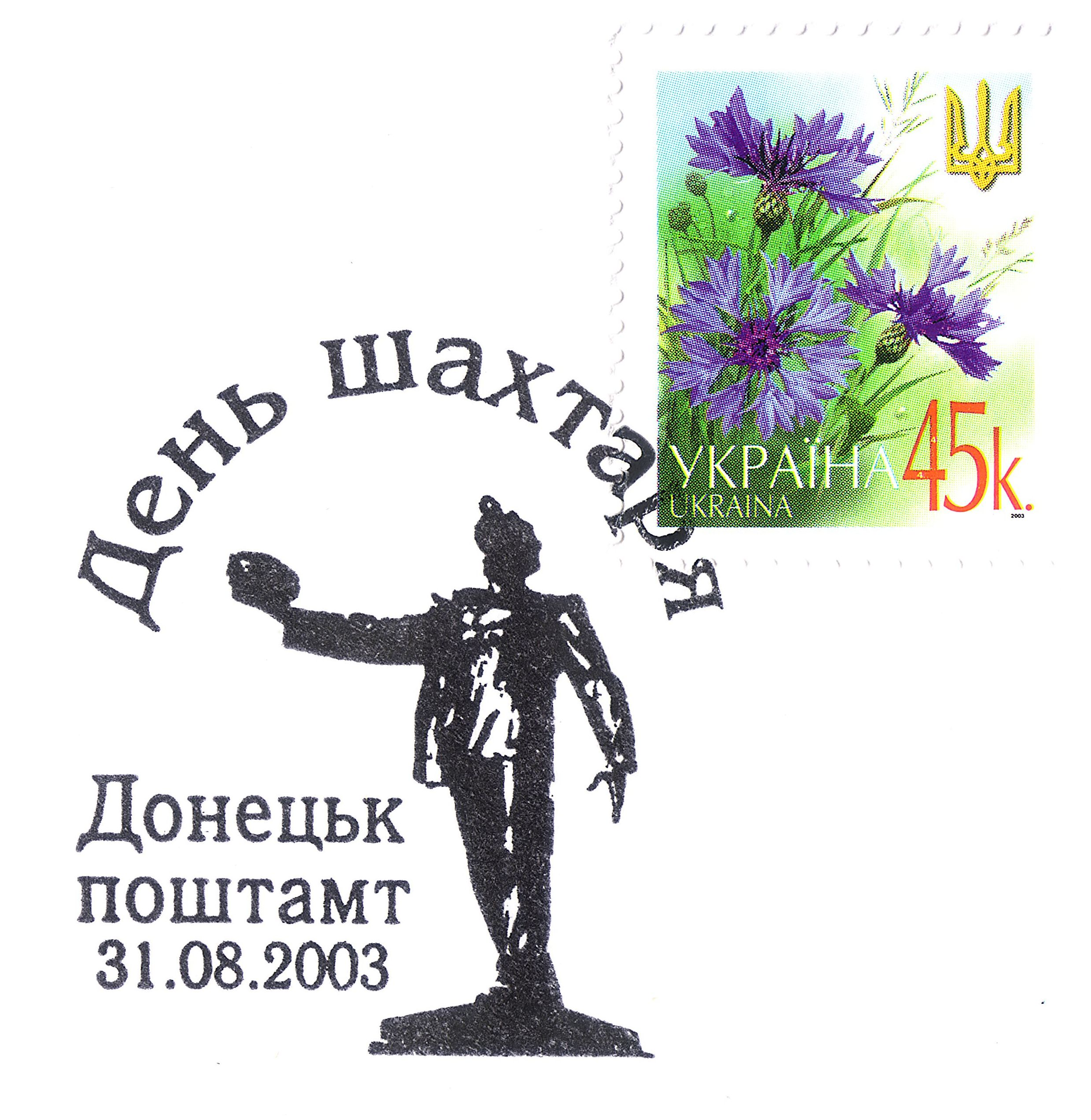
Спецгашення «День шахтаря». Донецьк, Поштамт. 31.08.2003

День шахтаря́ — професійне свято працівників вугільної промисловості України.
Професійне свято шахтарів, спочатку в СРСР, а зараз в Україні, Білорусі, Естонії, Казахстані та на території Росії.
Відзначається щорічно в останню неділю серпня.

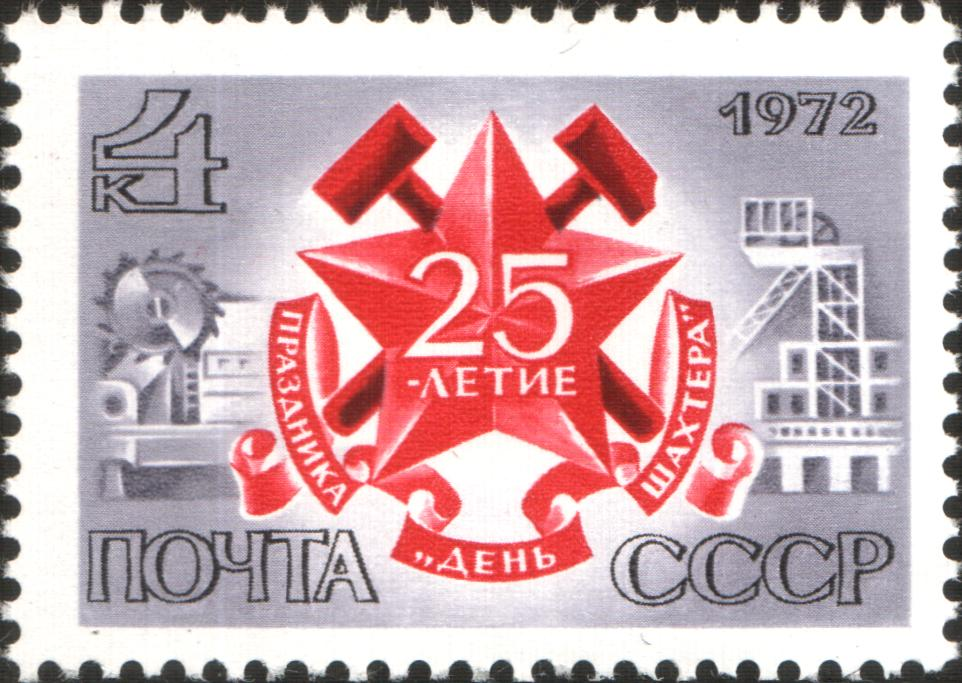
Поштова марка «День шахтаря»

## Історія
День шахтаря вперше відзначався у зв'язку з тим, що в ніч із 30 на 31 серпня 1935 р. шахтар Олексій Стаханов встановив рекорд, що послужив початком стахановського руху.
Для багатьох міст Донбасу День шахтаря є головним святом і відзначається концертами просто неба та народними гуляннями.
День міста Донецька, Добропілля, Горлівки, Макіївки, Шахтарська, Жовтих Вод відзначається у День шахтаря.
Свято встановлено в Україні в останню неділю серпня «…на підтримку ініціативи працівників вугільної промисловості…» згідно з Указом Президента України «Про День шахтаря» від 16 серпня 1993 року № 304/93.